# Insenatura di Solberg
L'insenatura di Solberg è un'insenatura lunga circa 26 km, in direzione sudovest-nordest, e larga circa 18, situata sulla costa di Bowman, nella parte sud-orientale della Terra di Graham, in Antartide. L'insenatura si estende in particolare dalla penisola Joerg, a nord, ai picchi Rock Pile, a sud, ed è completamente ricoperta da quello che rimane della piattaforma glaciale Larsen C.
All'interno dell'insenatura, o comunque della cale situate sulla sua costa, si gettano, andando al alimentare la suddetta piattaforma, diversi ghiacciai, tra cui il Franca e il Tofani.

## Storia
L'insenatura di Solberg fu scoperta nel 1940, nel corso della spedizione del Programma Antartico degli Stati Uniti d'America svolta nel 1939-41 al comando di Richard Evelyn Byrd, e fu completamente cartografata grazie a ricognizioni terrestri svolte sia da membri della Spedizione antartica di ricerca Ronne, condotta nel 1947-48 al comando di Finn Rønne, sia del British Antarctic Survey, al tempo ancora chiamato "Falkland Islands Dependencies Survey" (FIDS). Proprio Rønne la battezzò con il suo attuale nome in onore del contrammiraglio statunitense Thorvald A. Solberg, che prestò la propria assistenza alla sopraccitata spedizione del 1947-48.